# Rui Oliveira
Rui Filipe Alves Oliveira (Vila Nova de Gaia, 5 de setembro de 1996) é um desportista português que compete em ciclismo nas modalidades de pista e estrada. O seu irmão Ivo também compete em ciclismo.
Ganhou três medalhas no Campeonato Europeu de Ciclismo em Pista entre os anos 2017 e 2020.
Em 2024, venceu a prova de Madison nos Jogos Olímpicos de Paris, com o seu colega Iuri Leitão.

## Medalheiro internacional
| Campeonato Europeu | Campeonato Europeu     | Campeonato Europeu | Campeonato Europeu |
| Ano                | Lugar                  | Medalha            | Competição         |
| ------------------ | ---------------------- | ------------------ | ------------------ |
| 2017               | Berlim ( Alemanha)     | Medalha de bronze  | Eliminação         |
| 2018               | Glasgow ( Reino Unido) | Medalha de prata   | Eliminação         |
| 2020               | Plovdiv ( Bulgária)    | Medalha de prata   | Madison            |

| Jogos Olímpicos | Jogos Olímpicos   | Jogos Olímpicos | Jogos Olímpicos |
| Ano             | Lugar             | Medalha         | Competição      |
| --------------- | ----------------- | --------------- | --------------- |
| 2024            | Paris (🇫🇷 França) | 🥇              | Madison         |

## Resultados em Grandes Voltas e Campeonatos do Mundo
| Corrida            | Corrida            | 2017 | 2018 | 2019 | 2020  |
| ------------------ | ------------------ | ---- | ---- | ---- | ----- |
|                    | Giro d'Italia      | —    | —    | —    | —     |
|                    | Tour de France     | —    | —    | —    | —     |
|                    | Volta a Espanha    | —    | —    | —    | 119.º |
| Mundial em Estrada | Mundial em Estrada | —    | —    | Ab.  | —     |

—: não participa

Ab.: abandono